# Luciano Bettarini
Luciano Bettarini (Prato, 11 maggio 1914 – Prato, 30 dicembre 1997) è stato un compositore italiano.

## La vita
Nato a Prato l'11 maggio 1914, inizia da giovane lo studio della musica e a diciassette anni si diploma in violino. Studia poi pianoforte, organo, canto, direzione corale e composizione.
Dal 1950 al 1974 collabora con la RAI. Come direttore d'orchestra, guida numerose volte i quattro complessi sinfonici dell'emittente radiotelevisiva e come collaboratore pianistico e clavicembalistico, insegna repertorio antico e moderno alle compagnie di canto. Più tardi cura rubriche culturali alla radio, apprezzate per la chiarezza delle idee, la competenza musicale e il parlare toscano.
Con l'amico Roberto Fioravanti è tra i fondatori della Società Pratese dei Concerti, della quale è anche il primo direttore artistico.
Negli anni '70 fonda il Complesso Settecentesco Italiano, frutto di profondi studi filologici e di ricerche negli archivi internazionali. Opere di Scarlatti, Pergolesi, Vivaldi, Johann Adolf Hasse, Piccinni, Giovanni Benedetto Platti, Giovanni Legrenzi, Mattia Vento, Antonio Ferradini, figurano oggi nei volumi della “Collezione settecentesca Bettarini”, edita da Nazionalmusic.
Innumerevoli sono i concerti eseguiti assieme alla moglie Maria Luisa con le orchestre RAI e con quelle di altre istituzioni: Maggio Musicale Fiorentino, AIDEM, Orchestra Alessandro Scarlatti di Napoli, Teatro Massimo di Palermo. Ripetute tournée lo portano in Europa, nel Medio Oriente ed in Oriente fino in Cina. 
La città di Prato ha intitolato al Maestro la Biblioteca musicale della Scuola di Musica Giuseppe Verdi. Nel patrimonio della biblioteca particolare importanza è rivestita proprio dal Fondo Bettarini che raccoglie la biblioteca privata del Maestro.

## Insegnamento
Dal 1939 insegna presso il Centro di Avviamento al Teatro Lirico di Firenze e il Maggio musicale fiorentino. Hanno studiato con il maestro: Fedora Barbieri, Ettore Bastianini (del quale, il giovane maestro scopre subito dopo la Boheme dell'esordio il vero timbro baritonale), Beatrice Bianco, Ennio Buoso, Carmelo Corrado Caruso, Franco Corelli, Giorgio Gatti, Veriano Lucheti, Silvia Fadda Adams, Giovanni Mazzei, Mirto Picchi, Rosa Ricciotti, Vincenzo Sanso, Mario Sereni, Mietta Sighele, Giuseppe Taddei, Ferruccio Tagliavini. Con la moglie, il soprano Maria Luisa Zeri, insegna ai giovani anche nella sua casa di Prato. Qui sarà tra i primi maestri di Andrea Bocelli. Tra gli allievi della nuova generazione figurano: Laura Biancalani, Luisa Berti, Paola Conca, Stefano Giannotti, Andrea Mencaglia, Matteo Benvenuti, Angela Dal Rio, Rossella Rega, Riccardo Buoncristiani, Antonio Petricone, Sunita Zucca.

## Composizioni

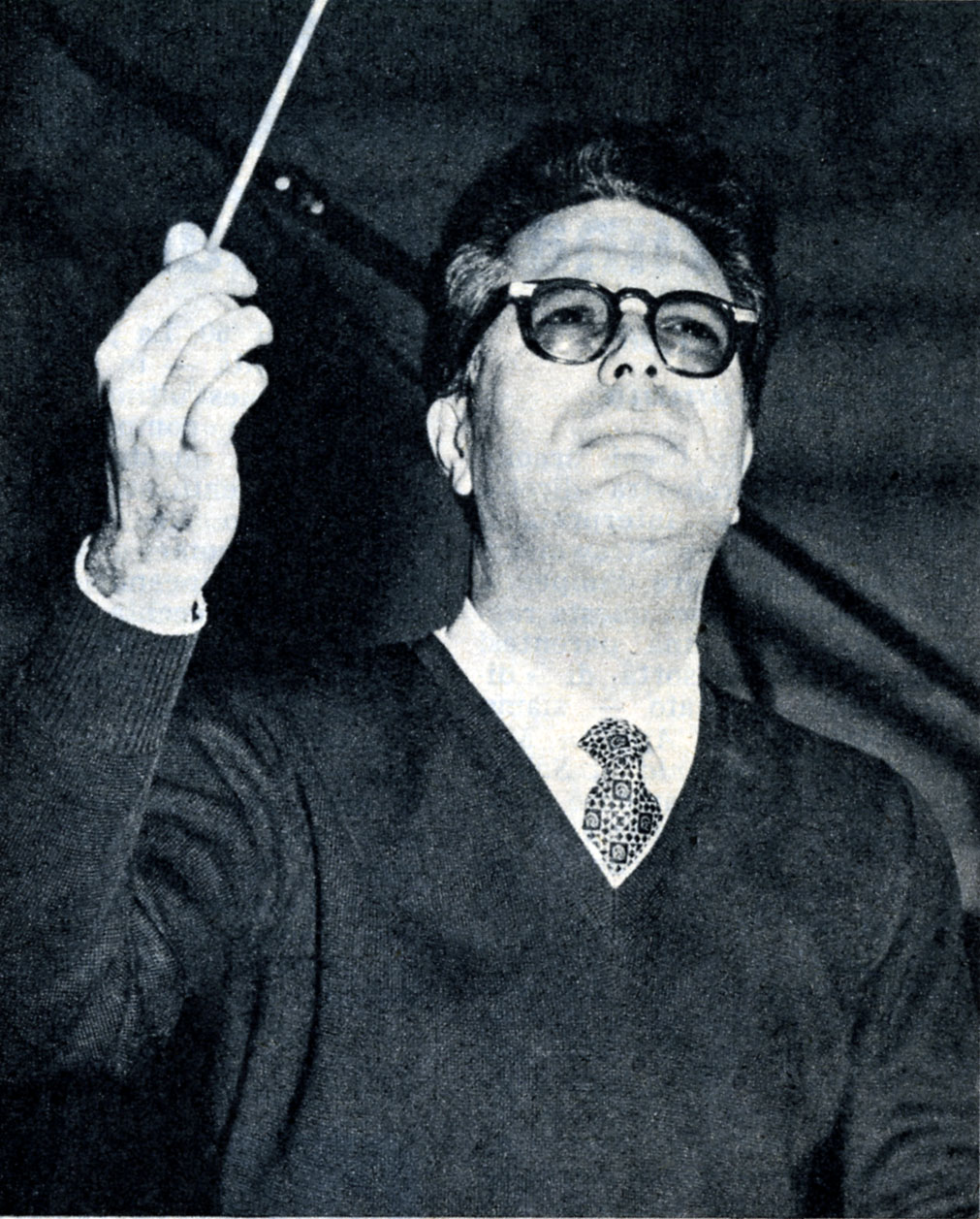
Luciano Bettarini nel 1963

Come compositore spazia tra il genere strumentale, religioso, liederistico, operistico. Il maestro adotta un linguaggio che mantiene l'impianto tonale ma senza alcun asservimento di scuola. Tra le sue composizioni più applaudite è da citare la Sonata per violoncello e pianoforte eseguita al Festival di Musica Contemporanea di Venezia; il Concerto per archi, ottoni, percussioni eseguito al Teatro Argentina di Roma e il recitante I tre mondi, diretto da Antal Doráti. Nel 1959 Massimo Pradella dirige alla RAI Cartelli d'autobus spartito che vede il coro impegnato nelle frasi di avvertimento ai passeggeri. Va inoltre ricordata l'opera in tre atti Le notti, mai rappresentata, di cui Bettarini firma anche il libretto.

### Per il teatro
- Il sogno di Rosetta (Testo di Giovanni Pascoli). Idillio lirico in un atto, per complesso da camera
- Il ritorno (Testo di Giovanni Pascoli). Cantata per soli, coro e orchestra (sceneggiata da L. Bettarini). Nel 1958 viene rappresentata al Teatro Donizetti di Bergamo con protagonista Maria Luisa Zeri.

### Le liriche
Bettarini è stato uno tra i pochi compositori a essersi dedicato alla poesia pascoliana, e non si è lasciato scoraggiare dalla complessa struttura delle rime e dei timbri. 
Per canto e pianoforte
- 1 - Sera d'ottobre
- 2 - Orfano
- 3 - Vespro
- 4 - Lontana
- 5 - Fides
- 6 - Viole d'inverno
- 7 - La baia tranquilla
- 8 - Edera fiorita
- 9 - La notte dei morti
- 10 - Il nido
- 11 - Rosa di macchia
- 12 - Mare
- 13 - Manina chiusa (Morto)
- 14 - Lontana (2a stesura)
- 15 - Notte di neve
- 16 - A nanna
- 17 - Canzone d'Aprile
- 18 - Dalla spiaggia
- 19 - I Anniversario
- 20 - II Anniversario
- 21 - III Anniversario
- 22 - Pervinca
- 23 - I gattici
- 24 - Speranze e memorie
- 25 - Piano e monte
- 26 - Notte dolorosa
- 27 - Mistero
- 28 - L'or di notte
- 29 - Lapide – Roma
- 30 - Narcissi (Diario autunnale)
- 31 - Allora
- 32 - Autunno (Diario autunnale)
- 33 - Mattino -
- 34 - Di là…
- 35 - Ognissanti 1906
- 36 - Ognissanti 1908
- 37 - Ognissanti 1909
- 38 - Ognissanti 1910
- 39 - La camicia da morto
- 40 - Tra il dolore e la gioia
- 41 - Vagito
- 42 - Al fuoco
- 43 - Alba
- 44 - Il rosicchiolo
- 45 - Il morticino
- 46 - Stoppia
- 47 - Benedizione
- 48 - Il mendico
- 49 - Novembre
- 50 - Sogno
- 51 - In chiesa
- 52 - Lavandare
- 53 - La cucitrice
- 54 - Con li angioli
- 55 - Sera festiva
- 56 - All'Ida assente
- 57 - A Ida
- 58 - L'assiuolo
- 59 - Elegia
- 60 - Dolce sonno
- 61 - Chi sa?
- 62 - Nebbia
- 63 - Nel giardino
- 64 - Abbandonato
- 65 - Lo stornello
- 66 - Le rane
- 67 - Il ponte
- 68 - Le ciaramelle
- 69 - Io sento il suono (Diario autunnale)
- 70 - A Maggio non gli basta un fiore
- 71 - Ricordi?
- 72 - Ultimo canto
- 73 - Ninna in su, ninna in giù
- 74 - Ninna nanna dolente
- 75 - Bellis perennis
- 76 - Patria
- 77 - Il bacio del morto
- 78 - La lettera (Un rumore…)
- 79 - La domenica dell'ulivo
- 80 - Nella macchia
- 81 - I due cugini
- 82 - La felicità
- 83 - Il pesco
- 84 - Cavallino
- 85 - La sirena
- 86 - I gigli
- 87 - Il dittamo
- 88 - Canzone di nozze
- 89 - Carrettiere
- 90 - Placido
- 91 - Fanciullo mendico
- 92 - L'anello
- 93 - La siepe
- 94 - Il miracolo
- 95 - Stornello toscano (Galline)
- 96 - Sorella
- 97 - La pieve
- 98 - Le monache di Sogliano
- 99 - Per sempre
- 100 - Maria
- 101 - Mai più…mai più…
- 102 - La messa
- 103 - Addio!
- 104 - La tessitrice
- 105 - Il tempo che fu
- 106 - La figlia del re
- 107 - Il cipresso
- 108 - Notte
- 109 - La nonna
- 110 - Mia madre
- 111 - Canzone di marzo
- 112 - Il gelsomino notturno
- 113 - L'ora di Barga
- 114 - L'imbrunire
- 115 - Primo ciclo
- 116 - Il cuore del cipresso
- 117 - Il viatico
- 118 - Le femminelle
- 119 - Il fonte
- 120 - X Agosto
- 121 - Il bosco
- 122 - Pioggia
- 123 - Gesù
- 124 - Il loglio
- 125 - Il croco
- 126 - Per il mondo
- 127 - I due girovaghi
- 128 - Valentino
- 129 - Giovannino
- 130 - Commiato
- 131 - Crisantemi
- 132 - La civetta (a due voci: soprano e mezzosoprano)
- 133 - La guazza
- 134 - Fior d'acanto
- 135 - Nell'orto
- 136 - I puffini dell'Adriatico
- 137 - Serenata
- 138 - La befana a due voci (a due voci: mezzosoprano e basso)
- 139 - La mia sera

Per canto e orchestra
- 1 -  Vespro
- 2 -  Il rosicchialo
- 3 -  Il morticino
- 4 -  Sera festiva
- 5 -  Abbandonato
- 6 -  Bellis perennis
- 7 -  Il bacio del morto
- 8 -  L'anello
- 9 -  Il miracolo
- 10 -  Per sempre
- 11 - X Agosto
- 12 - Gesù
- 13 - I due girovaghi
- 14 - La befana (a due voci: mezzosoprano e basso)
- 15 - Il loglio
- 16 - L'ora di Barga
- 17 - Nell'orto
- 18 - La guazza

Per canto, orchestre d'archi e arpa
- 1 -  Addio!
- 2 -  A figlia del re

Per pianoforte, su dizione di poesie
- 1 -  Digitale purpurea – Roma, Sala Alfano, 11-5-1956, recit. Zeri
- 2 -  L'anima – Roma, Sala Borromini, 5-3-1959, recit. Zeri

Per coro e orchestra
- Tria carmina
  - a. Precatio per coro, ottoni e vibrafono
  - b. Mater per coro, archi e arpa
  - c. Cum me terra per coro, legni e celesta

Per coro solo
- 1 -  Alba festiva a 4 voci virili
- 2 -  Nevicata a 4 voci virili

Decine quelle su testi di altri autori.

### Realizzazioni e revisioni di musiche antiche
Melodrammi, Intermezzi, Oratori
- Domenico Cimarosa - Il maestro di cappella (con strumentazione)
- Rinaldo Di Capua - La Zingara
- Antonio Duni - Nina et Lindor
- Baldassarre Galuppi - Adamo ed Eva (oratorio)
- Johann Adolf Hasse - Larinda e Vanesio
- Johann Adolf Hasse - La serva scaltra
- Giovanni Legrenzi - Il Giustino
- Jacopo Melani - La Tancia, ovvero "Il Podestà di Colognole"
- Giovanni Paisiello - La serva padrona
- Giovan Battista Pergolesi - La morte di S. Giuseppe (Oratorio)
- Giovan Battista Pergolesi - La serva padrona
- Giovan Battista Pergolesi - Livietta e Tracollo
- Antonio Salieri - Arlecchino e Rosaura (con strumentazione)
- Alessandro Scarlatti - Lesbina e Adolfo
- Alessandro Scarlatti - Lilla e Alfeo
- Domenico Scarlatti - La Dirindina (con strumentazione)
- Antonio Vivaldi - Eurilla e Alcindo (Serenata a tre)

Musica religiosa (con organici sinfonico-corali)
- Antonio Ferradini - Stabat Mater
- Wolfgang Amadeus Mozart - Messa II in do maggiore
- Giovan Battista Pergolesi - Domine ad adjuvandum - Mottetto
- Giovan Battista Pergolesi	- Messa in fa maggiore
- Giovan Battista Pergolesi (attrib.) - Requiem
- Giovan Battista Pergolesi (attrib.) - Miserere in do minore
- Giovanni Benedetto Platti - Messa concertata a quattro voci (Requiem)

Per voci e strumenti
- Marco Da Gagliano - Per la gloriosissima vergine
- Francesco Durante - Vergin tutta amor
- Claudio Monteverdi - Sancta Maria - Mottetto
- Giovan Battista Pergolesi (attrib.) - Ecce superbos hostes - Mottetto
- Giovan Battista Pergolesi - Aure sacratis amori - Mottetto
- Antonio Vivaldi - Canta in Prato - Mottetto
- Antonio Vivaldi - Nulla in mundo - Mottetto

Musica per coro solo
- Antonio Salieri - Scherzi armonici vocali

Per voci sole
- Giuseppe Tartini - Canzoncine sacre a due voci

Per complessi da camera (con voci e strumenti)
- Anonimo del ‘600	- Fileno, idolo amato - Cantata
- Carlo Francesco Cesarini - La Gelosia - Cantata
- Benedetto Marcello - Salmo 42°
- Alessandro Scarlatti - Bella madre de' fiori - Cantata
- Alessandro Scarlatti - Nacqui ai sospiri a al pianto - Cantata
- Alessandro Scarlatti- Amore e rispetto - Cantata
- Alessandro Scarlatti - Correa nel seno amato - Cantata
- Alessandro Scarlatti - Tu che una Dea rassembri – Cantata
- Alessandro Scarlatti - Si, conosco, o Mitilde - Cantata
- Alessandro Scarlatti - Arde per due pupille - Cantata
- Alessandro Scarlatti - Nella stagione appunto – Cantata
- Antonio Vivaldi - Lungi dal vago volto – Cantata
- Domenico Zipoli - Dell'offese a vendicarmi – Cantata

Brani staccati da melodrammi, oratori e cantate
- Astaritta - Aria di Perigonio (da "L'impresario in angustie")
- Johann Christian Bach - Aria per soprano (da "Orione")
- Johann Christian Bach - Aria per tenore (da "Ezio")
- Antonio Duni - Aria per tenore (da "Giuseppe riconosciuto")
- Baldassarre Galuppi - Aria per soprano (da "Tolomeo")
- Gretry - Duetto (da "Zemir et Azor")
- Dodici arie per soprano (cfr. Collezione settecentesca Bettarini)
- Arie per voce e basso continuo di Giovanni Battista Bassani, De Luca, Christoph Willibald Gluck, Giovan Battista Pergolesi, Melchiorre Rosa, Pascetti, Sarti, Antonio Vivaldi

Per orchestra
- Antonio Ferradini - Ouverture
- Niccolò Vito Piccinni - Suite (da "Roland")
- Antonio Salieri - Sinfonia (dalla "Grotta di Trofonio")

Sonate strumentali
- Giuseppe Matteo Alberti - Dodici Sonate, per violino e basso continuo
- Giuseppe Matteo Alberti - Sonata a tre
- Johann Sebastian Bach - Diciotto Preludi e trentaquattro fughe, trascritte per piccoli Complessi strumentali ad arco e a fiato (dal "Clavicembalo ben temperato")
- Giovanni Battista Bassani - Sonata a tre
- Joseph Bodin de Boismortier - Suite per fagotto e basso continuo
- Cirri - Due sonate per violoncello e basso continuo
- Arcangelo Corelli - Sonata a tre
- Galliard - Sonata per fagotto e basso continuo
- Filippo Manfredi - Sei Sonate per violino e violoncello
- Manfredini - Sonata a tre
- Giovan Battista Pergolesi - Due Sonate a tre
- Giovanni Benedetto Platti - Sonata per oboe e basso continuo
- Giuseppe Sammartini - Dodici sonate a tre
- Sandoni - Sonata a tre
- Alessandro Scarlatti - Sette Sonate per flauto, violini e basso continuo
- Alessandro Scarlatti - Sonata per flauto e pianoforte (o cembalo)
- Georg Philipp  - Sonata per fagotto e basso continuo
- Mattia Vento - Diciotto Sonate per clavicembalo, con violino obbligato
- Giovanni Battista Vitali - Ciaccona, per violini e basso continuo
- Giovanni Battista Vitali - Sonata da chiesa, per due violini e basso continuo
- Antonio Vivaldi - Dodici Sonate per violino e basso continuo

Altra musica  strumentale
- Gaetano Andreozzi - Sei quartetti, per archi
- Felice Giardini - Due quintetti, per flauto e archi
- Giovanni Benedetto Platti - Sei Concerti, per violoncello, archi e basso continuo
- Alessandro Stradella - Sinfonia, per trio d'archi
- Giuseppe Tartini - Concerto, per flauto, archi e basso continuo
- Giuseppe Tartini - Concertino, per flauto, archi e basso continuo

Collezione settecentesca
- Alessandro Scarlatti  – Sette Sonate per flauto, archi e basso continuo
- Alessandro Scarlatti – Due cantate per soprano, violini e basso continuo
- Antonio Ferradini – Stabat Mater
- Mattia Vento -  Otto sonate per clavicembalo con accompagnamento di violino
- Giovan Battista Pergolesi – La morte di S. Giuseppe
- Giuseppe Matteo Alberti – Sei Sonate per violino e basso continuo (op. 2)
- Johann Adolf Hasse – Larinda e Vanesio
- Dodici Arie da teatro e da concerto, per soprano e clavicembalo
- Giovan Battista Pergolesi – Messa in fa maggiore
- Niccolò Vito Piccinni – Suite per orchestra (dal "Roland")
- Antonio Vivaldi – Eurilla e Alcindo
- Giovanni Legrenzi – Il Giustino
- Giuseppe Sammartini – Sei Sonate per due violini, violoncello e basso continuo
- Giovan Battista Pergolesi – La serva padrona
- Giovan Battista Pergolesi – Livietta e Tracollo
- Johann Adolf Hasse – La serva scaltra

La collezione Settecentesca Bettarini è edita dalla Casa Editrice Nazionalmusic